# Lindå (Angel)
 For alternative betydninger, se Lindå (flertydig). (Se også artikler, som begynder med Lindå)
Lindå (dansk) eller Lindau (tysk) er navnet på en bebyggelse og et forhenværende gods beliggende ved Lindåens munding i Lindå Nor/Slien sydvest for landsbyen Borne i det nordlige Angel i Sydslesvig. Administrativt hører Lindå under Borne i Slesvig-Flensborg kreds i den nordtyske delstat Slesvig-Holsten. Lindå var en selvstændig kommune indtil februar 1974, hvor den fusionerede med nabobyerne Ketelsby og Borne til den nye Borne kommune. Selve landsbyen blev også kaldt for Lindå-Mølleskov (ty. Lindau-Mühlenholz). I kirkelig henseende hører stedet under Borne Sogn. Sognet lå i den danske periode indtil 1864 i Slis Herred (Gottorp Amt, Slesvig).

## Landsbyen Lindå-Mølleskov
Landsbyen kaldes også for Lindå-Mølleskov. Navnet Mølleskov er første gang dokumenteret 1804. Landsbyen selv er dog ældre. Den opstod som til Lindå gods hørende kådnerby. I 1784 kom stedet under Slis Herred. 1837 nævnes her otte landparceller samt en kro og mølle. Den nuværende hollændermølle er fra 1837, den var i drift frem til 1985.
Lindå er omgivet af bebyggelserne Gundeby i vest, Affergynt, Rebbjerg og Fartoft i nord samt Lindånæs og Hegnholt i øst. Ud ved Slien ligger Lindå Nor med Lindånæsbroen. Cirka tre km syd for Lindå på Sliens sydlige bred ligger godset Stubbe.

## Lindå gods / Lindågård
Den ved Slien beliggende gård hørte i middelalderen under det danske krongods i Gelting. Sidst i 1400-tallet blev gården i Lindå omdannet til adelsgods. For at undgå forvekslinger med godset af samme navn i Jernved fik godset også tilnnavnet dansk (→Dansk-Lindå). Godset rådede over besiddelser i Borne Sogn (landsbyerne Affergynt, Ågeby, Borne, Ketelsby, Tyrnæs samt enkelte steder i Fartoft, Kisby og Gyderød), i Sønder Brarup Sogn (Nødfjeld), Ulsnæs Sogn (Gundeby, Hessel, Ulsnæs) og i Havetoft Sogn i Strukstrup Herred. En del af ejendomme i 1500-tallet under Slesvig Domkapitel. I 1533 kom enkelte ejedomme i Nødfjeld og Ravnkær fra Olpenæs til Lindå. I 1622 kom desuden en avlsgård i Kisby fra Stubbe til Lindå. I årene 1719 til 1779 var Lindå allodialgods under hertugerne af Lyksborg. Da denne linje uddøde, tilfaldt godset kongen. Godset blev i 1784 parcelleret, ophævet som selvstændig jurisdiktion og blev (igen) en del af Slis Herred.
Stednavnet Lindå er første gang nævnt 1488